# Colonia Wenceslao Labra
Wenceslao Labra es una localidad al sur del municipio de Tequixquiac, uno de los 125 municipios del Estado de México en México. Es una comunidad urbana con alto grado de marginación y según el censo del 2010 tiene una población total de 1,248 habitantes, que se dedican principalmente a la agricultura. La localidad está conurbada con el pueblo de San Juan Zitlaltepec, del municipio de Zumpango.

## Historia
En año de 1841, personas originarias de San Juan Zitlaltepec, dedicadas a la labranza y cría de animales, pidieron permiso al Ejido de Santiago Tequixquiac establecerse en sus terrenos. Al no haber pronta respuesta, se suscitó un conflicto entre estas personas y ejidatarios del municipio de Tequixquiac considerándolos como invasores.
Fue hasta el año de 1965 cuando la secretaría agraria del Estado de México, aceptó la urbanización de algunos terrenos del sur del municipio de Tequixquiac llamando a este lugar como Colonia Ejidal Wenceslao Labra en honor al gobernado mexiquense nacido en el municipio de Zumpango. Se realizó un primer deslinde entre el municipio de Zumpango y el municipio de Tequixquiac.

## Geografía física
La geografía de Colonia Wenceslao Labra está conformada por cerros de baja altura y pequeños lomeríos separados por arroyos que se extienden hacia la rivera del Lago de Zumpango, la localidad es el extremo norte del Valle de México.
- Latitud: 19° 48′ 33″ N
- Longitud: 99° 08′ 49″ O

Colonia Wenceslao Labra se encuentra a una altitud de 2 300 metros sobre el nivel del mar, a un costado del cerro de la Estrella; su clima es cálido sub-húmedo con abundantes lluvias en verano y ocasionales heladas en invierno, carece de cuerpos de agua y afluentes.

## Transporte
Algunas empresas transportistas atraviesan la colonia, la cual está vinculada con los paraderos de San Juan Zitlaltepec, tienen sus bases de ruta, el paradero más importante es Y griega, sobre la avenida principal. Algunos taxis operan desde la plaza principal.

## Cultura

### Música
Los grupos musical reconocido a nivel internacional es el Internacional Mariachi San Juan, la gran mayoría de sus integrantes son de este municipio. Este grupo musical ha tenido presentaciones en muchas ciudades del país, así también, en otros países como Estados Unidos, Argentina, Paraguay, Perú, Bolivia y España. Inicialmente surgió el Mariachi San Juan en la Colonia Wenceslao Labra del municipio de Tequixquiac, aun costado del pueblo de San Juan Zitlaltepec, de donde adoptan el nombre para tener reconocimiento local.